# 해남중학교
해남중학교(海南中學校)는 대한민국 전라남도 해남군 해남읍 남외리에 있는 공립 중학교이다.

## 학교 연혁
- 1920년 3월 2일 : 해남공립농업실수학교(2년제) 개교
- 1946년 9월 20일 : 해남공립중학교 개교
- 1946년 11월 4일 : 6년제 중학교 인가
- 1951년 8월 31일 : 해남고등학교 병설
- 1973년 9월 1일 : 중·고 분리, 해남고등학교 신축 이전
- 2023년 9월 1일 : 김미영 교장 부임
- 2025년 1월 10일 : 제79회 졸업식(졸업생 129명, 총 23,669명)

## 참고 자료
- 해남중학교 - 한국교육학술정보원 학교알리미